# Expansão econômica do pós-Segunda Guerra Mundial

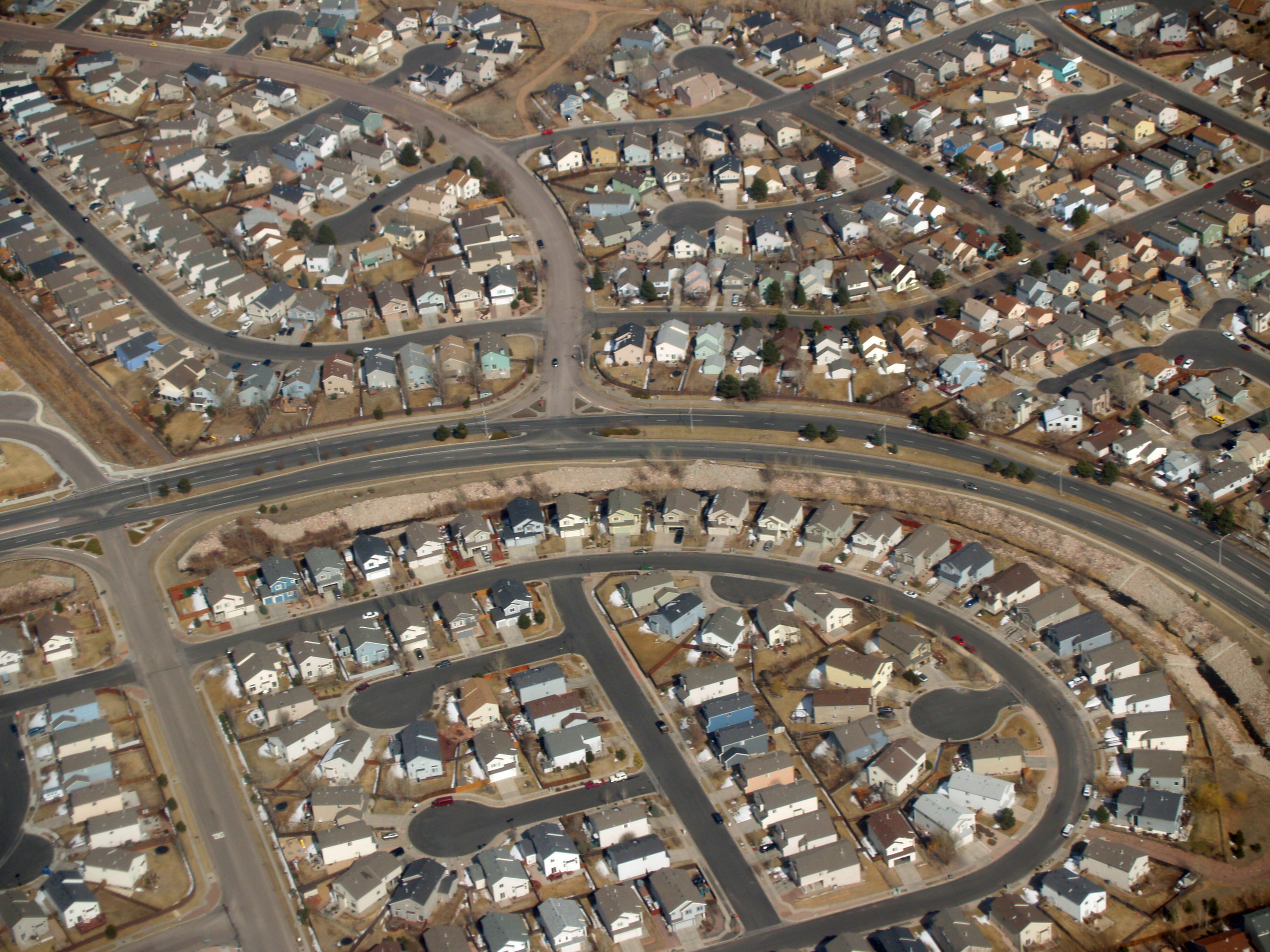
Nos Estados Unidos e em vários outros países, o crescimento foi manifestado no desenvolvimento de subúrbios e expansão urbana.

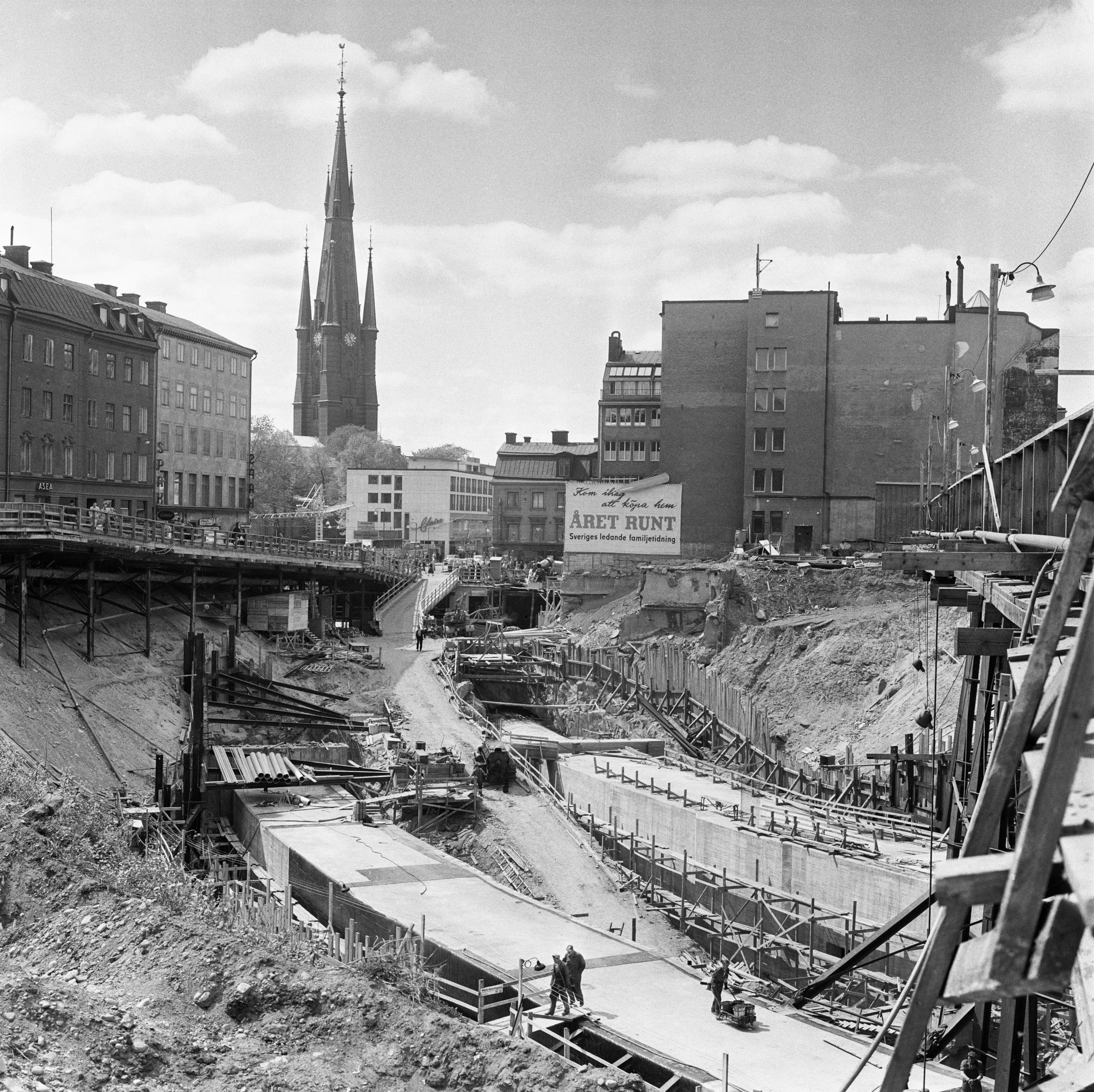
Muitos governos ocidentais financiaram grandes projetos de infraestrutura durante este período. Aqui, o redesenvolvimento de Norrmalm e o Metro de Estocolmo, Suécia.

A expansão econômica do pós-Segunda Guerra Mundial, também conhecida como o boom econômico pós-guerra ou Era de Ouro do capitalismo, foi um período de prosperidade econômica em meados do século XX, que ocorreu principalmente em países ocidentais após o final da Segunda Guerra Mundial, em 1945, e durou até início de 1970.
Ela terminou com o colapso dos acordos de Bretton Woods em 1971, a crise do petróleo de 1973, e o “crash” da bolsa  em 1973-1974, o que levou à recessão da década de 1970. Estritamente definido, o período iniciou em 1945-1952, com crescimento global durando até 1971, embora existam alguns debates sobre a extensão do período, em países diversos, alguns começando tão cedo quanto 1945, e sobrepostos à ascensão das economias asiáticas do oriente nas décadas de 80 e 90.
Durante esse tempo, houve crescimento económico elevado em todo o mundo; Europa Ocidental e países da Ásia Oriental, em particular com um crescimento anormalmente elevado e sustentado, juntamente com o pleno emprego.
Ao contrário das previsões iniciais, este alto crescimento também incluiu muitos países que foram devastados pela guerra, como a Grécia (milagre econômico grego), Alemanha Ocidental (Wirtschaftswunder), França (Trente Glorieuses), Japão (milagre econômico japonês), e Itália (milagre econômico italiano).

## Terminologia
Na literatura acadêmica, o período é frequentemente referido como o Crescimento econômico no pós-Segunda Guerra Mundial embora este termo possa referir-se a crescimentos muito mais curtos em mercados específicos. Ele também é conhecido como o Longo Boom, embora este termo seja genérico e possa se referir a outros períodos. A idade de ouro do capitalismo é um nome comum para este período em livros acadêmicos e populares de economia. O termo é também usado em outros contextos. Em fontes mais antigas e, ocasionalmente, nos mais contemporâneos, Idade de Ouro do capitalismo pode se referir ao período da Segunda Revolução Industrial, que durou aproximadamente de 1870 a 1914, e que também viu uma rápida expansão econômica. No entanto, um outro nome para o quarto de século após o fim da Segunda Guerra Mundial é A Era de Keynes.

## Extensão do período
O economista político Roger Middleton afirma que os historiadores económicos em geral concordam em 1950 como a data de início desta expansão econômica,  enquanto Lord Skidelsky cita 1951 como a data de início mais reconhecida. Tanto Skidelsky e Middleton têm reconhecido 1973 como o fim do período, embora às vezes ela é considerada terminada tão cedo quanto em 1970.

O preço do petróleo era baixo durante as décadas do pós-guerra, que terminou com a crise do petróleo de 1973.

O boom terminou com uma série de eventos no início da década de 1970:
- O colapso dos acordos de Bretton Woods em 1971
- O crescente comércio internacional de produtos manufaturados, como automóveis e eletrônicos
- A crise do petróleo de 1973,
- O crash da bolsa de 1973-1974,
- A recessão que se seguiu em 1973-1975, e
- O deslocamento que se seguiu de economia keynesiana para a economia monetarista.

Enquanto este é o período global, os países experimentaram crescimentos específicos em diferentes períodos, em Taiwan, o milagre económico durou até à década de 1990, enquanto na França o período é referido como Glorieuses Trente (30 gloriosos anos) por estender-se por período de 30 anos, de 1945 a 1975.

## Clima econômico global
Os membros da OCDE  tiveram uma taxa de crescimento real do PIB em média de mais 4% ao ano na década de 1950, e muito perto de 5% ao ano na década de 1960, comparado com 3% em 1970 e 2% em 1980.
Skidelsky dedica 10 páginas de seu livro 2009 Keynes: The Return of the Master comparando a idade de ouro com o que ele chama de período do Consenso de Washington, com datas  abrangendo os anos de 1980-2009 (1973-1980 sendo um período de transição):
| Metric                    | Idade de Ouro | Consenso de Washington |
| ------------------------- | ------------- | ---------------------- |
| Crescimento médio global  | 4.8%          | 3.2%                   |
| Inflação média global     | 3.9%          | 3.2%                   |
| Desemprego (EUA)          | 4.8%          | 6.1%                   |
| Desemprego (França)       | 1.2%          | 9.5%                   |
| Desemprego (Alemanha)     | 3.1%          | 7.5%                   |
| Desemprego (Grã-Bretanha) | 1.6%          | 7.4%                   |

Skidelsky sugere que o elevado crescimento global durante a idade de ouro foi especialmente impressionante devido que, durante esse período, o Japão foi a única grande economia asiática a ter um crescimento elevado (Taiwan e a Coreia do Sul naquele momento eram economias pequenas) — só foi mais tarde que o mundo viu o excepcional crescimento da China. Skidelsky também relata que a desigualdade geralmente diminui durante a idade de ouro.
Globalmente, esta foi uma época de estabilidade financeira incomum, com crises muito menos frequentes e intensas do que antes ou depois.

## Causas

### A economia keynesiana

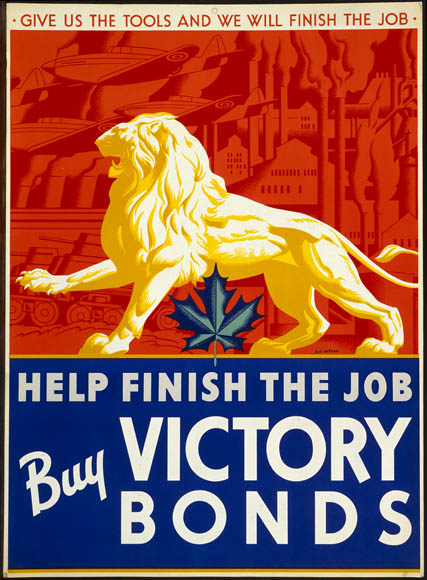
Bônus de guerra dos Aliados amadureceram durante esses anos, causando a transferência de dinheiro dos governos para particulares.

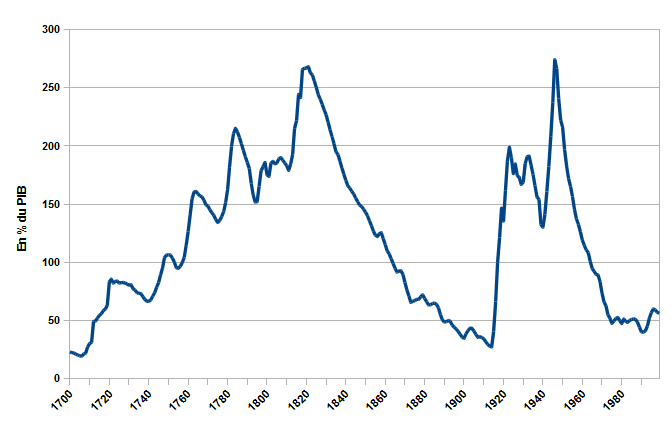
A dívida governamental do Reino Unido estava em um percentual recorde do PIB no fim da guerra, mas foi em grande parte reembolsada em 1975.

Os economistas keynesianos argumentam que o boom foi provocado pela adoção de políticas econômicas keynesianas, especialmente gastos do governo ("estímulo fiscal"). A jornalista Naomi Klein argumentou que o elevado crescimento apreciado pela Europa e América foi causado pelas políticas econômicas keynesianas.
Este período também viu por meio de políticas governamentais, repressão financeira, baixas taxas de juros nominais e baixas ou negativas taxas de juros reais (taxa nominal menor do que a inflação mais impostos), resultando respectivamente em baixos custos do serviço da dívida (baixas taxas nominais) e em liquidação da dívida existente (via inflação e tributação). Isto permitiu que países (como os EUA e Reino Unido) reduzissem o nível de endividamento, sem a necessidade de direcionar uma parcela alta de gastos do governo para o serviço da dívida.

## Explicação Ortodoxa
Economistas do livre mercado, incluindo os economistas neoclássicos e os da escola austríaca acreditam que o boom do pós-guerra foi em grande parte resultado de reformas de livre mercado e da desregulamentação. Em seu livro FDR vai para a guerra, o historiador Burton Folsom argumenta que os planos keynesianas do pós-guerra foram frustrados pela morte súbita do Presidente Roosevelt, a inexperiência do novo presidente Harry Truman, e o controle conservador do Congresso. O Congresso rejeitou inúmeras iniciativas keynesianas, reduziu muito o controle de preços, e bruscamente diminuiu muitos impostos. Folsom argumenta que essas políticas libertárias estimularam a economia e criaram empregos.

## Política do pós-guerra
Entre as causas pode ser mencionada a rápida normalização das relações políticas entre ex-potências do Eixo e dos Aliados ocidentais. Após a guerra, as grandes potências estavam determinadas a não repetir os erros da Grande Depressão, algumas das quais foram atribuídas aos erros políticos do pós-Primeira Guerra Mundial. O Plano Marshall para a reconstrução da Europa é mais creditada para a reconciliação, embora a situação do imediato pós-guerra era mais complicada.

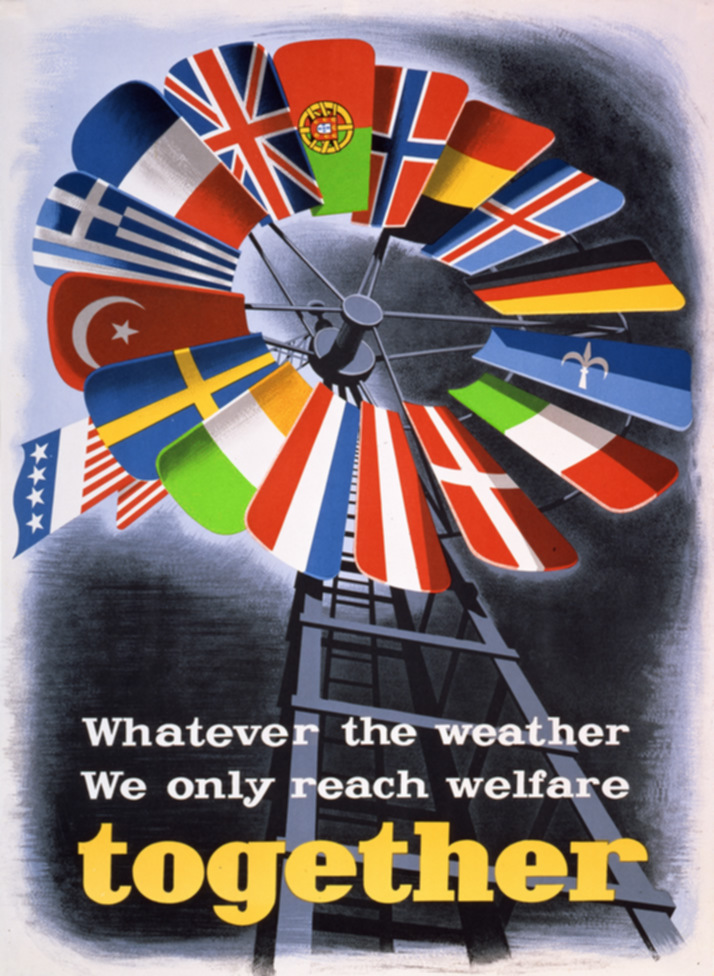
Cartaz de propaganda para o Plano Marshall.

Em 1948, o Plano Marshall injetou mais de US$ 12 bilhões para reconstruir e modernizar a Europa Ocidental, da Comunidade Europeia do Carvão e do Aço criada em 1951 pelo Tratado de Paris formou-se a base do que viria a ser a União Europeia nos últimos anos.

## Os fatores institucionais
Economistas institucionais apontam para as instituições internacionais criadas no período pós-guerra. Estruturalmente, os Aliados vitoriosos estabeleceram o sistema de Bretton Woods, e a criação de instituições internacionais destinadas a assegurar a estabilidade da economia mundial. Isto foi conseguido através de uma série de fatores, incluindo a promoção do livre comércio, instituindo o Plano Marshall, e o uso da economia keynesiana.

## Efeitos
Ele teve muitos efeitos sociais, culturais e políticos. Movimentos e fenômenos associados a este período incluem o auge da Guerra Fria, o pós-modernismo, a descolonização, um aumento acentuado no consumo, o bem-estar social, a corrida espacial, o Movimento de Países Não-Alinhados, a substituição de importações, a oposição à Guerra do Vietnã, o movimento de direitos civis, e a revolução sexual. Nos Estados Unidos, a classe média começou uma migração em massa longe dos centros das cidades para os subúrbios.
Assim, pode ser resumido como um período de estabilidade e prosperidade em que a maioria das pessoas poderia conseguir um emprego.
No Ocidente, emergiu um consenso quase total contra a ideologia forte e uma crença de que as soluções tecnocráticas e científicas poderiam ser encontradas para a maioria dos problemas da humanidade, uma visão avançada pelo presidente dos EUA, John F. Kennedy, em 1962.

## Declínio
O otimismo diminuiu no entanto na década de 1970, quando os preços elevados do petróleo (devido à crise do petróleo de 1973) aceleraram a transição para a economia pós-industrial, e uma infinidade de problemas sociais começaram a surgir. Durante a década de 1970 também ocorreu a crise do aço; a demanda por aço caiu, e o mundo ocidental enfrentou a concorrência de novos países industrializados. Isto foi especialmente difícil para os setores de mineração e siderurgia como o norte-americano Cinturão da ferrugem ("Rust Belt" em inglês) e a região do Vale do Ruhr, na Alemanha Ocidental.